# Gloria Bamiloye
Gloria Olusola Bamiloye là một nhà viết kịch, diễn viên điện ảnh, nhà sản xuất và đạo diễn người Nigeria. Cô là người đồng sáng lập của Bộ phim truyền hình Mount Zion.

## Cuộc sống ban đầu
Cô sinh ra tại Ilesa, một thành phố ở bang Osun phía tây nam Nigeria. Cô theo học trường Cao đẳng Sư phạm Sư phạm tại Ipetumodu, nơi cô được đào tạo thành một giáo viên trường học. Cô đồng sáng lập Bộ phim truyền hình Zion vào ngày 5 tháng 8 năm 1985 cùng với chồng, Mike Bamiloye. Cô đã từng làm nổi bật và đạo diễn một số bộ phim và bộ phim truyền hình Nigeria. Vào năm 2002, cô là tác giả của một cuốn sách có tựa đề "Sự lo lắng của chị em độc thân" 

## Phim được chọn
- Bóng ma ám ảnh 1 (2005)
- Bóng ma ám ảnh 2 (2005)
- Bóng ma ám ảnh 3 (2005),